# Municipio de Jefferson (condado de Whitley)
El municipio de Jefferson (en inglés: Jefferson Township) es un municipio ubicado en el condado de Whitley en el estado estadounidense de Indiana. En el año 2010 tenía una población de 2182 habitantes y una densidad poblacional de 24,02 personas por km².

## Geografía
El municipio de Jefferson se encuentra ubicado en las coordenadas 41°2′43″N 85°24′9″O / 41.04528, -85.40250. Según la Oficina del Censo de los Estados Unidos, el municipio tiene una superficie total de 90.85 km², de la cual 90.84 km² corresponden a tierra firme y (0.01%) 0.01 km² es agua.

## Demografía
Según el censo de 2010, había 2182 personas residiendo en el municipio de Jefferson. La densidad de población era de 24,02 hab./km². De los 2182 habitantes, el municipio de Jefferson estaba compuesto por el 98.12% blancos, el 0.32% eran afroamericanos, el 0.46% eran amerindios, el 0.27% eran asiáticos, el 0.05% eran isleños del Pacífico, el 0.41% eran de otras razas y el 0.37% pertenecían a dos o más razas. Del total de la población el 1.05% eran hispanos o latinos de cualquier raza.